# Trefaldighetskälla

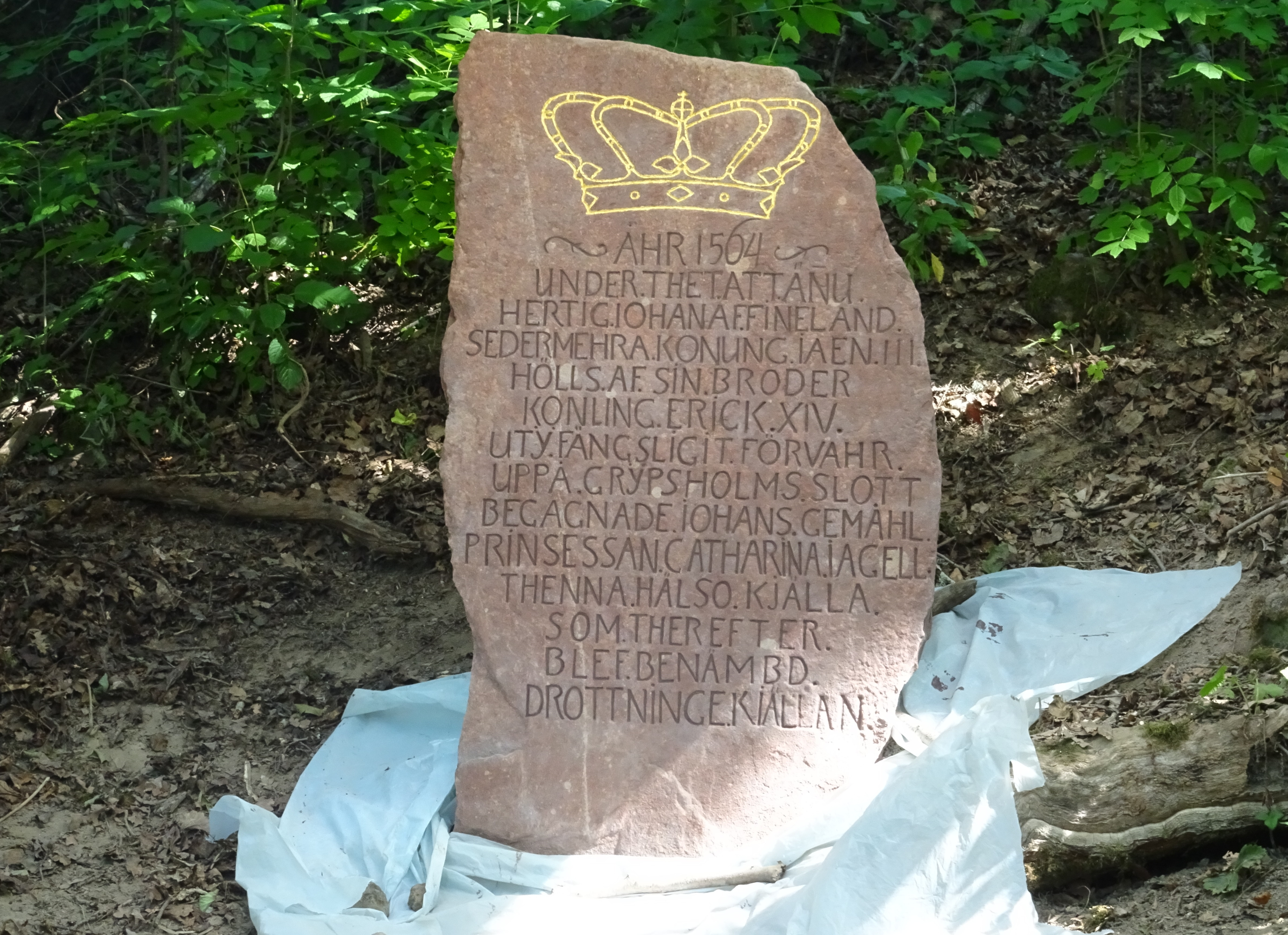
Minnessten vid Drottningkällan, Taxinge.

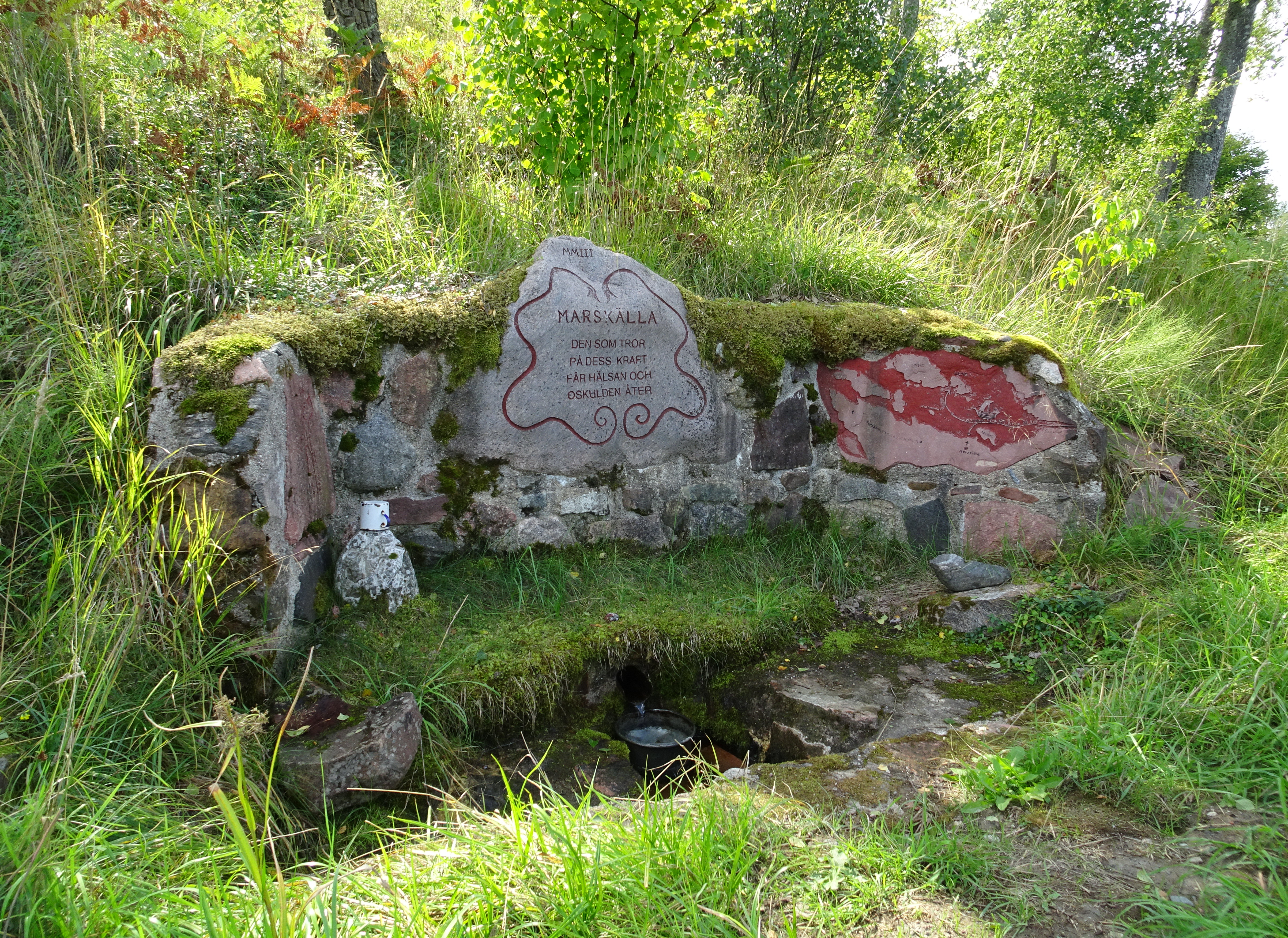
Mars källa i Ytterenhörna socken.

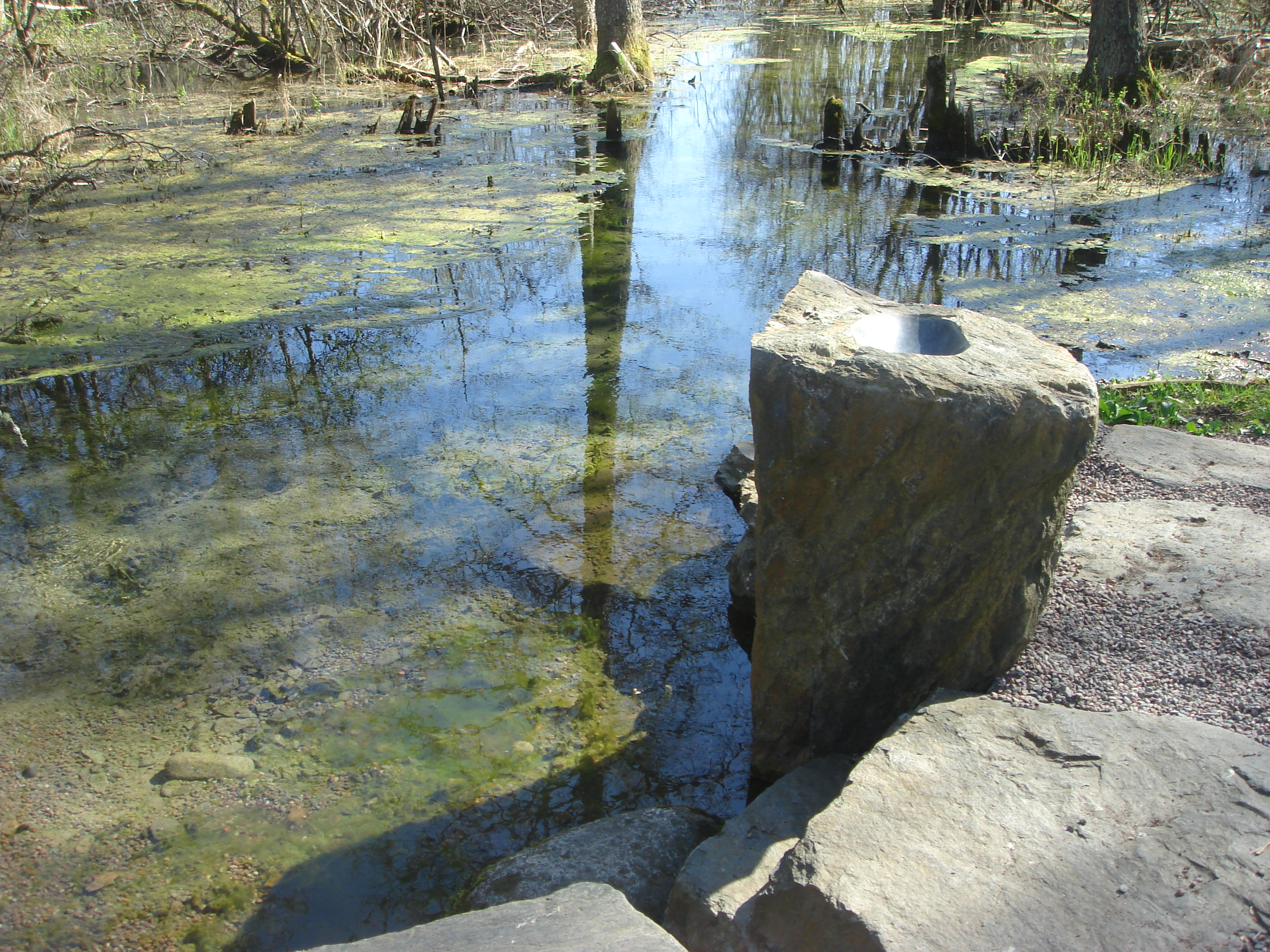
Hammarby källa.

En trefaldighetskälla är enligt gammal folktro en vattenkälla med läkande kraft. Trefaldighetskällorna har ofta medeltida, katolskt ursprung, men kan dessutom från början ha varit forntida offer- eller kultplatser. 
Största möjliga effekt hade källvattnet om det dracks på trefaldighetsaftonen, vilken infaller sju dagar efter pingstafton, som i sin tur infaller sju veckor efter påsk. Trefaldighetsafton infaller även alltid vid fullmåne, vilket understryker firandets förkristna karaktär.
Det var även viktigt att vattnet från källan rann mot norr. Norr uppfattades som det ondas hemvist och dit kunde  sjukdomen återförpassas. Föremål av metall, som mynt och nålar har offrats vid källorna ända in på 1900-talet.
Ofta var källan tillägnat något helgon, exempelvis  Sankt Erik eller Sankt Olof (Sankt Olofs källa), många av Sveriges  trefaldighetskällor bär deras namn. Lämplig vattenmängd för bästa läkande effekt lär ha varit sju klunkar av vattnet. Det förekom även att man tvättade sig i källorna.

## Trefaldighetskällor i urval
I alfabetisk ordning:
- Drottningkällan, Taxinge
- Frostbrunnsdalen
- Givorna
- Hackås
- Hammarby källa
- Mars källa
- Mjölnarens källa
- Rödön
- Röjeråsen
- Svinnegarns källa
- Sätra brunn
- Ugglevikskällan